# The Fox
The Fox (по-известен като What Does the Fox Say?) е сингъл на норвежката група Ylvis, издаден през 3 септември 2013 година. Към песента е заснет видеоклип.

## Видеоклип
На видеото е показано на човек, който танцува в костюм на лисици и показва възможни звуци, които може да се произнесе лисица, като предлага функции, като например „динг-динг-динг-дингерингединг!“ и „фрака-кака-кака-кау!“. Първо казва, че „котка прави мяу“, „корова казва муу“ и „жаба казва ква“ и за други животни, за опазването на рими. В края на видеото поява 3-D лисица, която също започва да произнася тези звуци.